# 김철만
김철만(金鐵萬, 1920년 11월 2일 ~ 2018년 12월 3일)은 조선민주주의인민공화국의 정치인 겸 군수전문가이다. 전 조선로동당 중앙위원회 위원 겸 최고인민회의 대의원이다.

## 경력
1920년 평안남도에서 태어났다. 일제강점기 1937년 7월 리을설, 김익현 등과 함께 김일성 휘하의 빨치산부대에 자원 입대하여 오중흡7연대에서 빨치산 활동을 했다. 1948년 인민군 사단 참모장, 1955년에 소장을 거쳐 1962년에 중장에 올랐으며, 최고인민회의 대의원이 되었다. 1968년 인민군 상장이 되었고, 공화국영웅 칭호를 받았다. 1970년 조선로동당 중앙위원회 위원이 되었고, 1989년 인민군 대장에 오르면서 군수동원총국장에 임명되었다. 1990년부터 2003년까지 국방위원회 위원을 지냈다.
최고인민회의 제3 ~ 6기(1962년, 1967년, 1972년, 1977년)와 8 ~ 11기(1986년, 1990년, 1998년, 2003년) 대의원을 거쳐 제12기(2009년) 대의원으로 있다. 2010년 9월에 열린 조선로동당 제3차 대표자회에서 당중앙위원회 정치국 후보위원에 선임되었다.

## 사망
방광암으로 치료를 받다가 2018년 12월 3일 3시 20분 98살을 일기로 사망했다.